# الحفرة (العرش)

تعديل مصدري - تعديل

حارة الحفرة هي إحدى حارات مدينة ملاح أحد مدن محافظة البيضاء، بلغ تعداد سكانها 549 نسمة حسب تعداد اليمن لعام 2004.